# Tugimaantee 31
De Tugimaantee 31 is een secundaire weg in Estland. De weg loopt van Haapsalu naar Laiküla en is 36,0 kilometer lang. 